# Canarium pseudopatentinervium
Canarium pseudopatentinervium es una especie de árbol perteneciente a la familia Burseraceae. Se encuentra en Indonesia y Malasia. 
Es un árbol poco común restringido al bosque primario de tierras bajas.

## Taxonomía
Canarium pseudopatentinervium fue descrita por el botánico, pteridólogo y briólogo neerlandés, Herman Johannes Lam y publicado en Annales du Jardin Botanique de Buitenzorg 42: 214, en el año 1932.